# Andrei Afanassjewitsch Krassowski

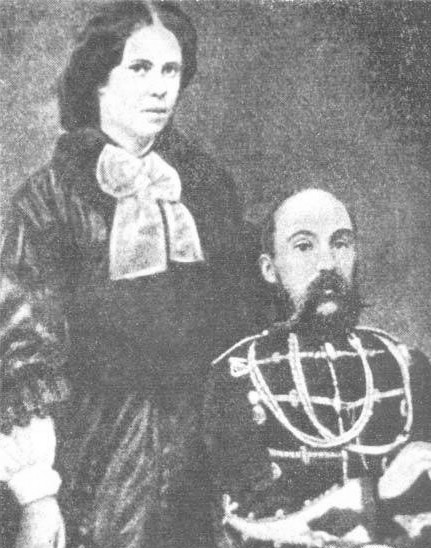
Andrei Krassowski mit Ehefrau

Andrei Afanassjewitsch Krassowski (russisch Андрей Афанасьевич Красовский, ukrainisch Андрій Опанасович Красовський Andrij Opanassowytsch Krassowskyj; * 22. Apriljul. / 4. Mai 1822greg. in Kiew, Gouvernement Kiew, Russisches Kaiserreich; † 10. Junijul. / 22. Juni 1868greg. in Transbaikalien, Russisches Kaiserreich) war ein Oberstleutnant der Kaiserlich Russischen Armee und ukrainischer revolutionärer Demokrat.

## Leben
Andrei Krassowski kam als Sohn des, von ukrainischen Kosaken abstammenden, Generals der russischen Armee Afanassi Iwanowitsch Krassowski in Kiew zur Welt. Er trat, wie sein Vater, in den Militärdienst ein und absolvierte 1840 das Pagenkorps in Sankt Petersburg. In den 1850er Jahren nahm er am Krimkrieg teil, wo er 1853 als Befehlshaber eines Husarengeschwaders an der Donaukampagne teilnahm und bei einer Schlacht in der Nähe der heute rumänischen Stadt Caracal schwer verwundet wurde. Bei Kämpfen im Kaukasus zog er sich erneut Verletzungen zu, die er in Kiew behandeln ließ. Danach leistete Krassowski im Alexandrischen Husarenregiment in Sankt Petersburg Dienst.
1859 reiste er ins Ausland, wo er Verbindungen zu polnischen und russischen Emigranten knüpfte, Giuseppe Garibaldi traf und Kontakt mit Alexander Herzen aufnahm, dessen Publikationen der Freien Russischen Presse er unter oppositionell gesinnten Leuten in Russland verteilte. Neben verbotener Literatur brachte Krassowski handschriftliche Listen antiautokratischer Dichtungen von Taras Schewtschenko in Umlauf. Im Herbst 1859 wurde er zum Pagenkorps nach Sankt Petersburg abkommandiert. In Petersburg, das zu dieser Zeit zum Zentrum ukrainiophiler Aktivitäten wurde, traf er Taras Schewtschenko, führte Gespräche mit Pantelejmon Kulisch, Nikolai Tschernyschewski, Nikolai Dobroljubow, und besuchte den geheimen Kreis um Pawel Makalinski (Павел Васильевич Макалинский; 1834–1899).
Vom Herbst 1861 an unterrichtete er, im Range eines Oberstleutnants, am Wladimir-Kadettenkorps in Kiew. Krassowski wurde Mitglied der revolutionären Geheimgesellschaft Semlja i wolja (Land und Freiheit) und schrieb ukrainische Gedichte, die er unter dem Pseudonym „Дан. Лихий“ (Dan. Lychyj) veröffentlichte. Zudem nahm er an ethnographischen Expeditionen im Gouvernement Kiew teil und besuchte Schewtschenkos Grabmal in Kaniw sowie Warfolomij Schewtschenko (Варфоломій Григорович Шевченко; 1821–1892) in Korsun, wo er beabsichtigte, ein Haus zu kaufen.
Im Frühjahr/Sommer 1862 agitierte Krassowski unter den Bauern in Korsun, um sie zu einem allgemeinen Aufstand zu bewegen. Zur Unterdrückung der Ausschreitungen wurde ein Reservebataillon des Schytomyr-Infanterieregiments entsandt. Am Morgen des 17. Juni verteilte Krassowski Flugblätter unter den Soldaten, in denen er an sie appellierte, nicht gegen die Bauern einzuschreiten. Am nächsten Tag wurde seine Wohnung durchsucht und gegen ihn belastendes Material sichergestellt.
Am 18. Junijul. / 30. Juni 1862greg. wurde er in der Nähe von Kiew festgenommen und im August desselben Jahres wegen Propaganda unter Soldaten und Bauern zur Aberkennung seines Adelstitels und zum Tode verurteilt. Das Urteil wurde aufgrund einer Entscheidung des, Krassowski persönlich bekannten, Kaisers Alexander II. auf 12 Jahre Zwangsarbeit reduziert, die er zunächst in Petrowski Sawod in Transbaikalien im Südosten Sibiriens ableistete. Gemeinsam mit Nikolai Tschernyschewski verbrachte man in 1867 nach Alexandrowski Sawod. Dort durfte er ab November 1867 angesichts seines schlechten Gesundheitszustandes unter Polizeiaufsicht in einer privaten Wohnung außerhalb der Haftanstalt wohnen. Am 28. Mai 1868 trat er die Flucht Richtung China an und hinterließ eine Notiz, in der er schrieb, dass er sich „im Namen der Freiheit, der Gleichheit und der heiligen Brüderlichkeit“ nicht Russland unterwerfen will und beabsichtigt, seinen Kampf gegen politische Tyrannei aus dem Ausland fortzusetzen. Nachdem er auf dem Ritt seine Landkarte verloren hatte, nahm er sich, aufgrund seiner aussichtslosen Situation, das Leben. Einige Tage später fand man seinen Leichnam und telegrafierte am 25. Juni nach Sankt Petersburg den Leichenfund, woraufhin Kaiser Alexander II. auf eine abermalige Identifizierung bestand. Diese bestätigte, dass es sich bei dem Toten um Andrei Krassowski handelte, dessen letzte, in Blut geschriebene Worte „Lieber sterben als lebend in die Hände der Feinde zu fallen“ waren.